# ليه لورانس
ليه لورانس (بالإنجليزية: Les Lawrence)‏ (18 مايو 1957 بولفرهامبتن في المملكة المتحدة - ) هو لاعب كرة قدم بريطاني في مركز الهجوم. لعب مع بورت فايل وشروزبري تاون وكامبريدج يونايتد ونادي بيتربورو يونايتد ونادي بيرنلي ونادي توركي يونايتد ونادي روتشديل ونادي كيترينغ تاون ونادي ألدرشوت ونادي تلفورد يونايتد وAylesbury United F.C. ‏.